# Parroquia Ana María Campos
Ana María Campos es una de las parroquias en las que se divide el municipio Miranda del estado venezolano de Zulia.

## Ubicación
La parroquia Ana María Campos se encuentra limitada al norte por la Parroquia Faría, al este por el Estado Falcón, al sur por la Parroquia San Antonio y el Municipio Santa Rita y al oeste por la Parroquia Altagracia.

## Geografía
La parroquia Ana María Campos es una sabana boscosa, entre las costas de la parroquia Faría y los montes de la parroquia San Antonio y la Sierra de Ziruma.

## Poblaciones
Dentro de la parroquia Ana Maria Campos se encuentran las poblaciones de:
- El Mecocal Capital de la Parroquia
- Guardarraya
- El Rocio
- La Entrada
- La Cataneja I
- La Cataneja II
- La Cataneja III
- El Rodeo
- El Crespo
- Piñero
- Los Guayabitos
- La Quebrada
- Km 42.
- Cucharal
- El Cardonal
- San Francisco Wayuu

## Economía
La principal actividad económica de la parroquia es la agricultura y la ganadería, ubicándose numerosas haciendas en la localidad.

## Zona residencial
La parroquia Ana María Campos, cuenta con pocas poblaciones, dedicadas a la agricultura y al comercio informal.

## Vialidad y transporte
La vía principal es la carretera Falcón – Zulia que la conecta con otras poblaciones del municipio, el estado y el país. Y que constituye el núcleo en torno al cual se han fundado las poblaciones. Otra vía importante es la que lleva a Los Puertos de Altagracia.

## Sitios de referencia
- El Mecocal.
- La Cataneja